# Jan Sawicki (taternik)
Jan Sawicki (ur. 16 grudnia 1909 w Bereźnicy Królewskiej, zm. 28 kwietnia 1997) – polski taternik, jeden z czołowych polskich wspinaczy dwudziestolecia międzywojennego.

## Życiorys
W latach 1911–1939 mieszkał w Zakopanem, od 1925 roku uprawiał taternictwo, największe sukcesy odnosił od 1929 roku. Po ukończeniu gimnazjum w Zakopanem studiował historię na Uniwersytecie Jagiellońskim i weterynarię na Uniwersytecie Lwowskim, studiów jednak nie ukończył ze względu na wybuch II wojny światowej.
W początkowym okresie działalności górskiej jego partnerami wspinaczkowymi byli m.in. Tadeusz Brzoza, Stanisław Motyka, Witold Henryk Paryski, Tadeusz Pawłowski i Bronisław Czech. W latach 1930–1932 ze Stanisławem Motyką stworzył zespół, który dokonał wielu istotnych pierwszych wejść. Innymi jego towarzyszami byli wtedy Karol Zając, Zoltán Brüll, István Zamkovszky i Stanisław Krystyn Zaremba. Po 1934 roku oprócz Motyki i Zamkovskiego jego partnerami byli Jan Gnojek czy Jerzy Hajdukiewicz.
Na początku II wojny światowej przez Tatry dostał się na Węgry, a dalej do Francji, gdzie walczył w Wojsku Polskim. Po internowaniu w Szwajcarii przez Francję i Hiszpanię uciekł do Anglii. W latach 1943–1945 jako marynarz we flocie handlowej uczestniczył w konwojach atlantyckich i inwazji na Normandię. Po zakończeniu wojny pozostał w Anglii i pracował jako malarz pokojowy. Wspinał się wtedy w górach Walii (z Zygmuntem Klemensiewiczem i Stanisławem Zarembą). Do Polski przyjeżdżał od 1974 roku, wspinał się wtedy znów w Tatrach.
Jan Sawicki jest autorem licznych opisów dróg taternickich w „Taterniku” oraz kilku artykułów w tym i innych czasopismach.
Został wyróżniony członkostwem honorowym Klubu Wysokogórskiego i Polskiego Związku Alpinizmu.
Jego prochy zostały rozsypane w Tatrach.

## Osiągnięcia wspinaczkowe
- pierwsze wejście Filarem Leporowskiego na Kozi Wierch (1929),
- pierwsze wejście północnym żlebem na Kozią Przełęcz Wyżnią (1929),
- nowa droga północno-wschodnią ścianą Żłobistego Szczytu (z Motyką),
- pierwsze wejście od wschodu na Wyżnią Basztową Przełęcz (z Motyką),
- pierwsze przejście południowo-zachodniej ściany Ostrego Szczytu (z Motyką),
- nowa droga południową ścianą Małego Lodowego Szczytu (z Motyką),
- trawers południowej ściany Zamarłej Turni (z Motyką),
- pierwsze wejście północną ścianą Zasłonistej Turni,
- pierwsze wejście południową ścianą Małego Ostrego Szczytu,
- pierwsze wejście południowo-wschodnią ścianą Staroleśnego Szczytu,
- pierwsze wejście wschodnim filarem Durnego Szczytu,
- pierwsze wejście południowym żebrem Ostrego Szczytu,
- wiele nowych dróg w masywach Kończystej, Gerlachu i Jaworowych Turni,
- pierwsze wejście zimowe północno-zachodnim żlebem Wielkiej Buczynowej Turni,
- pierwsze wejście zimowe południową ścianą Zamarłej Turni,
- pierwsze wejście zimowe na Szczerbę od północy (samotne).